# Serçeme Çayı
Der Serçeme Çayı (auch Sırlı Çayı) ist ein rechter Nebenfluss des Karasu in Ostanatolien.
Der Serçeme Çayı entspringt an der Südflanke des Mescit Dağı. Er fließt anfangs in überwiegend südlicher Richtung.
Die Kuzgun-Talsperre staut den Fluss unweit der Siedlung Üçköse zu einem 11 km² großen Stausee auf. Der Fluss setzt seinen Kurs nach Süden fort. Ein Stück unterhalb des Staudamms folgt die Fernstraße D925 dem Flusslauf über eine Strecke von 20 km.
Der Fluss mündet schließlich 50 km westlich der Provinzhauptstadt Erzurum und 25 km östlich von Aşkale bei Küçükgeçit in den nach Westen strömenden Karasu.
Der Serçeme Çayı hat eine Länge von ca. 60 km.